# Amata confluens
Amata confluens là một loài bướm đêm thuộc phân họ Arctiinae, họ Erebidae.